# Islamitisch Museum (Jeruzalem)

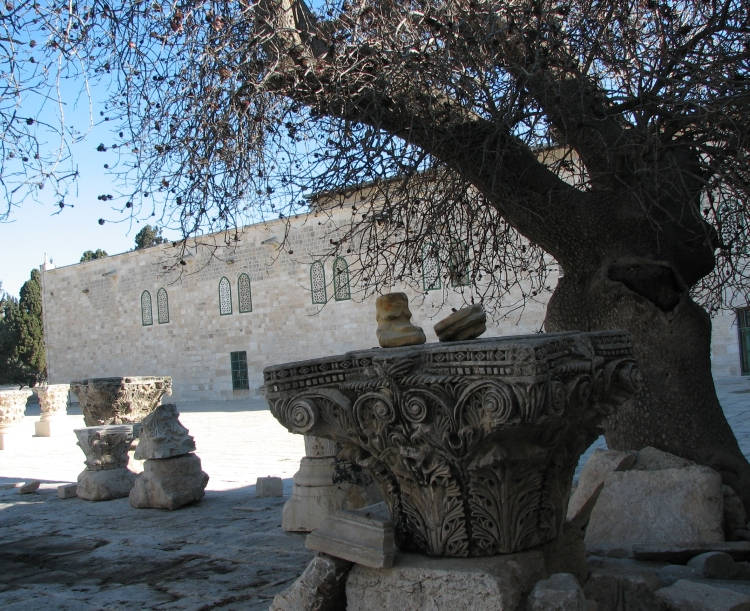
Zijkant van het Islamitisch Museum.

Het Islamitisch Museum is een museum dat zich bevindt in de Oude Stad van Jeruzalem, vlak bij de Al-Aqsamoskee op het domein van de Haram al-Sharif.
Een van de huidige gebouwen werd oorspronkelijk gebouwd in 1282 tijdens de Mammelukse periode. Het huidige moderne museum werd opgericht in 1922 en verhuisde in 1929 naar de huidige locatie.
Het museum herbergt een grotere collectie belangrijke islamitische manuscripten. De Haram-documenten uit de Mammelukse periode werden in de jaren 70 herontdekt in de collecties van het museum. Het herbergt ook een grotere collectie koranmanuscripten.
De directeur van het Islamitisch Museum, Khader Salameh, is tevens directeur van de bibliotheek van de Al-Aqsamoskee.
- Bibliothèque nationale de France: cb121091540 (data)
- Gemeinsame Normdatei: 5205772-0
- International Standard Name Identifier: 0000 0001 0693 1998
- Library of Congress Control Number: nr2003001016
- Nationale en Universitaire bibliotheek Zagreb: 000352311
- Système universitaire de documentation: 029470692
- Union List of Artist Names: 500300684
- Virtual International Authority File: 141927987
- WorldCat: E39QH7JmpjKByjrMyxkgk9yP6g